# V symfonia Schuberta
V symfonia B-dur (D 485) – piąta symfonia skomponowana przez Franza Schuberta w 1816.
Kompozycja powstała na potrzeby amatorskiej orkiestry, działającej w rodzinnym domu Schuberta, w której kompozytor grał na altówce. Czas trwania utworu wynosi ok. 27 minut.

## Obsada
Symfonia ma charakter kameralny. Napisana została na flet, dwa oboje, dwa fagoty, dwa rogi i smyczki

## Budowa
Utwór składa się z czterech części:
1. Allegro
2. Andante con molto
3. Menuetto: Allegro molto
4. Allegro vivace